# دیار بکریه
دیار بکریه کتابی است به پارسی، تألیف ابوبکر طهرانی در تاریخ دودمان های قره قویونلو و آق قویونلو و سلسلة النسب آنان و وقایع سلطنت اوزون حسن و پسران وی.

## دربارهٔ مؤلف
ابوبکر طهرانی، از دیوان سالاران و مورخان دربار ترکمانان قره قویونلو و آق قویونلو در قرن ۹ هجری(۱۵ میلادی) بوده است. علی‌رغم شهرت فراوان، از شرح زندگانی و روند دانش اندوزی وی به جز آنچه خود در کتاب دیار بکریه اش نوشته است، اطلاعات دیگری در دست نیست. او در ابتدای کتاب، خود را «ابوبکر الطهرانی الاصفهانی» خوانده است. عدم اطلاع از شرح حال مؤلف، سبب گمانه زنی‌هایی دربارهٔ هویت او شده است. از جمله محمدامین خنجی را عقیده بر این است که ممکن است این کتاب تألیف وزیر و مورخ رسمی سلاطین آق قویونلو «خواجه فضل بن روزبهان خنجی» باشد.

## اهمیت اثر
این کتاب، تنها منبعی است که به صورت مستقل دربارهٔ ترکمانان قرا قویونلو و آق قویونلو وجود دارد. در بیان اهمیت این کتاب همین بس که «پروفسور والتر هینتس» یافت نشدن این مأخذ را تا قبل چاپ آن یکی از موجباتی می‌داند که اوزون حسن تاکنون مورد توجه محققان قرار نگرفته است. خواندمیر از وجود این کتاب مطلع بوده اما در تاریخ حبیب السیر خود به ویژه در بخش مربوط به «ترکمانان» از آن استفاده نکرده است. فاروق سومر، مصحح اثر، در مقدمه خود بر جزء اول کتاب دیار بکریه بر این باور بوده است که «نسخه منحصر به فرد این کتاب که در چاپ حاضر (چاپ۱۹۶۲ و ۱۹۶۴ آنقره) به کار رفته است، اتفاقاتی را که تا به سال ۸۷۶ ه. ق رخ داده در بردارد و ناقص است.»

## گستره محتوای کتاب
در بخش نخست کتاب، مؤلف به شرح زندگانی «قرا عثمان» از متقدمان دولت آق قویونلو می‌پردازد. پس از آن حوادثی را که بعد از فوت قرا عثمان به وقوع پیوسته و نیز اخبار مربوط به فرزندان و نوادگان او یعنی روزگار حمزه بیگ(۸۴۸ ه. ق)، جهانگیر بیگ(۸۷۴ ه. ق) را شرح داده است؛ بنابراین بخش اول کتاب با ذکر نبرد اوزون حسن با رستم ترخان از امرای لشکر جهانشاه قرا قویونلو و شکست وی به دست اوزون حسن در ۸۶۱ ه. ق به پایان می‌رسد.
بخش دوم کتاب با شرح حوادث مهم دوره فرمانروایان جغتای و خاندان قرا قویونلو شروع می‌شود. ابوبکر طهرانی در این قسمت پس از شرح ماجرای مرگ شاهرخ میرزای تیموری، حوادث عراق، فارس، خراسان و ماوراءالنهر را به طور کامل بیان می‌کند.